# Clemens Marx
Clemens Marx (* 6. November 1871 in Stolberg (Rheinland); † 1953) war ein deutscher Bauingenieur und Reichsbahnbeamter.

## Leben
Clemens Marx, Sohn des Gottfried Marx und der Everhardine, geborene Jansen, erlangte 1889 am Realgymnasium in Aachen die Reifeprüfung. Nachdem er ein Jahr im Füsilier-Regiment „Fürst Karl-Anton von Hohenzollern“ (Hohenzollernsches) Nr. 40 gedient hatte, studierte er von Ostern 1890 bis Ende 1894 Bauingenieurwesen an der Königlichen Technischen Hochschule Aachen und wurde Mitglied des dortigen Corps Delta. Nach dem Studium trat er in den Eisenbahndienst ein. 1896 wurde er Regierungsbauführer im Bezirk der Königlichen Eisenbahndirektion Köln. 1899 zum Regierungsbaumeister ernannt, wechselte er 1900 als Hilfsarbeiter zur Betriebsinspektion nach Aachen. Noch im selben Jahr wurde er zur Königlichen Eisenbahndirektion Kattowitz versetzt. Im April 1905 wurde er zum Eisenbahn-Bau- und Betriebsinspektor zum Vorstand der Bauabteilung Schneidemühl ernannt, wo er für den Bau einer Lokomotivwerkstätte zuständig war. 1907 wechselte er nach Hagen, wo er die Vorstandsgeschäfte der Betriebsinspektion I übernahm und im folgenden Jahr zum Betriebsinspektionsvorstand ernannt wurde. 1911 wurde er als Bautechnischer Streckendezernent bzw. Baurat Mitglied der Königlichen Eisenbahndirektion Erfurt. Noch im gleichen Jahr wurde er zum Regierungsrat und übernahm die Leitung der Geschäfte des Betriebsleitungsdezernenten. Während des Ersten Weltkriegs leistete er Feldeisenbahndienst. 1915 war er höherer betriebstechnischer Beamter bei der Militäreisenbahndirektion 4 in Warschau, später Chef der Betriebsabteilung der dortigen Eisenbahndirektion und zuletzt Oberbetriebsleiter in Kowno.
Nach Kriegsende kehrte er in seine frühere zivile Position zurück und wurde 1919 als Hilfsarbeiter mit der Wahrnehmung der Geschäfte eines Referenten in den Eisenbahnabteilungen des Ministeriums für Öffentliche Arbeiten beauftragt und als Ministerialrat zum Vortragenden Rat und Geheimen Baurat ernannt. 1924 erhielt er die Ernennung zum Präsidenten der Reichsbahndirektion Elberfeld, 1925 der Reichsbahndirektion Essen und 1930 der Reichsbahndirektion Berlin. Am 29. Februar 1940 legte er sein Amt nieder.

## Auszeichnungen
- Dr.-Ing. E. h. der TH Dresden (1930)
- Namensgeber für den Präsident-Marx-Platz in Bissingheim
- Eisernes Kreuz II. und I. Klasse
- Bremer Hanseatenkreuzes
- Verdienstorden vom Heiligen Michael 4. Klasse mit der Krone
- Ritterkreuz mit Kriegsdekoration des Franz-Joseph-Ordens